# شاه‌ماهی (فیلم)
شاه‌ماهی فیلمی به کارگردانی نادر مقدس و تهیه‌کنندگی و نویسندگی افسانه منادی محصول سال ۱۳۹۸ است. این فیلم در سی و نهمین دوره جشنواره فیلم فجر حضور دارد.